# Elsbeth von Keudell
Elsbeth Klara Christiane von Keudell (* 21. Mai 1857 in Tilsit; † 4. April 1953 in Berlin) war eine deutsche Krankenschwester und Oberin des Gräfin-Rittberg-Schwestern-Vereins vom Roten Kreuz. Für ihren Einsatz als Rotkreuzschwester beim Erdbeben von Messina 1908 wurde sie mit der Florence-Nightingale-Medaille ausgezeichnet.

## Leben
Elsbeth von Keudell wurde als jüngste Tochter des Offiziers und Gutsbesitzers Rudolf von Keudell (1808–1871) und der Hildegard von Keudell (1817–1900) geboren. Marie von Keudell war ihr älteste Schwester. Der Vater hatte einst Besitz in Launingken Krs. Darkehmen. Der Generalmajor Gottfried Ludwig Matthias von Hartmann war der Großvater mütterlicherseits. Der Konsul Thankmar Freiherr von Münchhausen war ihr Schwager.
Ihre Ausbildung als Krankenschwester erhielt sie an der Berliner Charité. Von 1902 bis 1903 war sie Oberschwester an der Chirurgischen Klinik des Krankenhauses in Magdeburg-Altstadt. Anschließend war sie eine der ersten Krankenschwestern Deutschlands, die an der von Clementine von Wallmenich gegründeten Oberinnenschule vom Roten Kreuz eine Weiterbildung zur Oberin erhielten. Sie bestand die Prüfung Anfang 1904 und übernahm am 1. Mai dieses Jahres die Leitung des Gräfin-Rittberg-Schwestern-Vereins vom Roten Kreuz in Berlin-Lichterfelde.
Öffentliche Bekanntheit erlangte Keudell, als das Deutsche Rote Kreuz erstmals im Ausland zu einer Hilfsaktion nach einer Naturkatastrophe gebeten wurde. Am 28. Dezember 1908 zerstörte ein schweres Erdbeben die Stadt Messina auf Sizilien, nur 48 Stunden später traf Keudell als Leiterin der Hilfsexpedition mit fünf weiteren Schwestern in Syrakus  ein. Im Ersten Weltkrieg war Keudell als Oberin für die Koordination von rund 300 Schwestern ihres Vereins in der freiwilligen Kriegskrankenpflege verantwortlich. 1920 wurde sie in Anerkennung ihrer Leistungen mit der Florence-Nightingale-Medaille ausgezeichnet.
Sie zog sich am 1. Juli 1929 aus der Leitung des Vereins zurück, ihre Nachfolgerin im Amt wurde Alexandrine Gräfin von Üxküll-Gyllenband. 1930 veröffentlichte Keudell die Biographie Clementine von Wallmenichs, die sie zu Beginn ihrer Karriere als Oberin sehr geprägt hatte. Keudell verstarb am 4. April 1953 in Berlin-Lichterfelde.

## Weblink
- Hedwig – Newsletter der DRK-Schwesternschaft Berlin: Und so wurde alles anders DRK-Schwesternschaft Berlin, Ausgabe 03. Online verfügbar unter DRK-Schwesternschaft Berlin (PDF; 2,3 MB)

| Personendaten    | Personendaten                        |
| ---------------- | ------------------------------------ |
| NAME             | Keudell, Elsbeth von                 |
| KURZBESCHREIBUNG | deutsche Krankenschwester und Oberin |
| GEBURTSDATUM     | 21. Mai 1857                         |
| GEBURTSORT       | Tilsit                               |
| STERBEDATUM      | 4. April 1953                        |
| STERBEORT        | Berlin                               |